# Уънджоу
Уънджоу е град в провинция Джъдзян, Източен Китай. Административният метрополен район, който включва и града, е с население от 9 122 102 жители, а в градската част има 3 039 500 жители (2010 г.). Общата площ на административния метрополен район е 3640 кв. км, а градската част е с площ от 1188 кв. км. Намира се в часова зона UTC+8. Телефонният му код е 577. МПС кодът е 浙C. Средната годишна температура е около 18,5 градуса.